# Contest (Mayenne)
Contest település Franciaországban, Mayenne megyében. Lakosainak száma 840 fő (2022. január 1.). Contest Saint-Georges-Buttavent, Saint-Germain-d’Anxure, Placé, Saint-Baudelle, Moulay, Commer, Martigné-sur-Mayenne és Alexain községekkel határos.

## Népesség
A település népességének változása:
| Lakosok száma | 620  | 716  | 695  | 884  | 902  | 858  | 840  | 842  | 843  | 840  |
|               | 1968 | 1982 | 1990 | 2006 | 2013 | 2015 | 2017 | 2019 | 2020 | 2022 |